# Acanthocinus chinensis
Acanthocinus chinensis är en skalbaggsart som beskrevs av Stefan von Breuning 1978. Acanthocinus chinensis ingår i släktet Acanthocinus och familjen långhorningar. Inga underarter finns listade i Catalogue of Life.